# Mbini (stad)
Mbini is een stad in het gelijknamige continentale gedeelte van Equatoriaal-Guinea. De gemeente (Spaans: municipio) heeft een inwonertal van ongeveer 20.000.
De stad is gelegen aan de monding van de gelijknamige rivier Mbini en heeft een veerbootverbinding met Bolondo dat op de tegenovergelegen oever ligt.